# Barnehjertets Heltemod
Barnehjertets Heltemod er en stumfilm fra 1916 instrueret af A.W. Sandberg.